# Mothra vs. Godzilla
Mothra vs. Godzilla ( モスラ対ゴジラ  Mosura tai Gojira?), en España - Godzilla contra los monstruos, en México - Godzilla contra Mothra, es una película de ciencia ficción y fantasía que trata de los kaiju dirigida por Ishiro Honda de 1964. Es la cuarta película de Godzilla y la segunda de Mothra. En Estados Unidos la película se estrenó cuatro meses después del estreno japonés bajo el nombre Godzilla vs. The Thing.

## Argumento
Ichiro Sakai, un reportero de noticias, y Junko Nakanishi, una fotógrafa, sacan unas fotos para un artículo sobre los daños causados recientemente por un tifón. En el mar, cerca de un pueblo japonés, se halla un huevo gigante. El huevo es rescatado por los habitantes del pueblo, quienes después lo venden a Kumayama, empresario de Happy Enterprises. Éste quiere hacerlo una atracción turística en vez de investigarlo científicamente.
Kumayama se reúne con Jiro Torahata, el director de la empresa. Cuando están hablando del huevo, aparecen unas chiquitas gemelas, llamadas Shobijin, parecidas a unas hadas. Intentan capturarlas sin éxito. Las Shobijin escapan y encuentran a Sakai, Junko y el profesor Miura (quien quería investigar el huevo). Las hadas les explican que el huevo pertenece a Mothra y si no lo devuelvan, la larva puede dañar a la población. Los tres aceptan ayudarlas y devolverles el huevo.
Sakai, Junko y el profesor intentan convencer a Kumayama y Torahata para que devuelvan el huevo, sin éxito. Las Shobijin abandonan el pueblo y regresan a la Isla Infante, de donde vinieron. De repente en una playa aparece Godzilla, creando una nueva amenaza para el pueblo y todo el país. Godzilla empieza a atacar. Sakai, Junko y Miura viajan a la Isla Infante para pedir ayuda. Lograron convencer al pueblo de la isla de que les ayuden. Todos van a encontrarse con Mothra y pedirle ayuda. Mothra acepta ayudarles, pero todos entienden que Mothra ya está muy débil y no podrá regresar de la misión.
Mientras tanto, Godzilla destruye a un hotel (donde están Torahata y Kumayama discutiendo por el dinero) y se dirige hacia el huevo. Mothra llega justo a tiempo para defender a su huevo. Mothra combate con todas sus fuerzas, pero finalmente es gravemente herida por Godzilla y no puede seguir luchando. Regresa al huevo y muere cubriéndolo con su ala.
El ejército continúa combatiendo con Godzilla. Intentan con los tanques, las líneas de alto voltaje, pero nada es suficiente para parar a Godzilla. El huevo eclosiona y salen de él dos larvas. Siguen a Godzilla y lo atacan lanzando hacia Godzilla la seda y envolviéndolo mortalmente.
Tras la victoria, las Shobijin y las larvas de Mothra regresan a la Isla Infante.

## Reparto
- Akira Takarada como Ichiro Sakai (酒井 市朗 Sakai Ichiro?).
- Yuriko Hoshi como Junko Nakanishi (中西 純子 Nakanishi Junko?).
- Hiroshi Koizumi como Profesor Shunsuke Miura (三浦 俊助 博士 Miura Shunsuke?).
- Yū Fujiki como Jiro Nakamura (中村 二郎 Nakamura Jiro?).
- The Peanuts, Emi y Yumi Ito, como las Shobijin (小美人?).
- Kenji Sahara como Jiro Torahata (虎畑 二郎 Torahata Jiro?).
- Jun Tazaki como Maruta (丸田 Maruta?).
- Yoshibumi Tajima como Kumayama (熊山 Kumayama?).
- Kenzo Tabu como Alcalde (県会議員 Kenkaigīn?).
- Akira Tani como Líder de la villa (網元 Amimoto?).
- Haruo Nakajima como Godzilla.

## Taquilla
La película vendió aproximadamente 3 510 000 boletos en Japón al estrenar. Al segundo lanzamiento vendió unos 730 000 boletos.

## Recepción
La película ha recibido críticas favorables. Es considerada una de las mejores películas de Godzilla.